# Istotny interes bezpieczeństwa państwa
Istotny interes bezpieczeństwa państwa to kluczowe potrzeby państwa bezpośrednio wpływające na jego bezpieczeństwo. Te kluczowe potrzeby państwa dotyczą: bezpieczeństwa militarnego, bezpieczeństwa politycznego, bezpieczeństwa publicznego oraz bezpieczeństwa ekonomicznego.
Termin „istotny interes bezpieczeństwa państwa” znalazł zastosowanie m.in. w ustawie z 11 września 2019 r. – Prawo zamówień publicznych. Art. 12 ust. 1 pkt 1 lit. b ww. ustawy wyłącza spod jej reżimu zamówienia, m.in. jeżeli wymaga tego istotny interes bezpieczeństwa państwa. Przykładem zamówień związanych z istotnym interesem bezpieczeństwa państwa są zamówienia organów państwa na cele polityki obronnej, zamówienia wywiadu i kontrwywiadu na cele związane z ich podstawową działalnością, zamówienia dokumentów identyfikacyjnych (dowodów osobistych i paszportów) i innych dokumentów potwierdzających określone uprawnienia obywateli (np. prawo jazdy, karta ubezpieczenia zdrowotnego, legitymacje służbowe Policji, służb specjalnych oraz pracowników MON), a także zamówienia związane z bezpieczeństwem energetycznym. Zamówienia związane z istotnym interesem bezpieczeństwa państwa powinny być realizowane przez podmioty znajdujące się pod szczególnym nadzorem państwa, w tym pod jego nadzorem właścicielskim.